# Trathala latithorax
Trathala latithorax är en stekelart som först beskrevs av Joseph Augustine Cushman 1920.  Trathala latithorax ingår i släktet Trathala och familjen brokparasitsteklar. Inga underarter finns listade i Catalogue of Life.